# Aspidoderidae
Die Aspidoderidae sind eine Familie der Spulwürmer mit 26 Arten. Sie kommt in Südamerika und Asien vor.

## Merkmale
Die drei Lippen sind durch Seitenlappen miteinander verbunden. Die Kutikula ist am Vorderende zu einer Kopfkappe verdickt. Die Seitenstränge im Bereich des Kopfes (‚cordons‘) sind, so vorhanden, über die gesamte Länge gleichmäßig breit. Der Ösophagus ist lang und dünn und hat nur eine kleinere hintere Auftreibung (Bulbus).

## Systematik
Hodda (2022) unterteilt die Familie in zwei Unterfamilien und sieben Gattungen. Die Kombination aus morphologischen und genetischen Untersuchungen führt jedoch zu Zweifeln über die Validität dieser Unterteilung. Lauroia sollte als mototypische Gattung der Lauroiinae behandelt werden, Paraspidodera in die Aspidoderinae überführt werden und die monotypische Gattung Sexansodera aufgelöst werden, wodurch sich folgende Systematik ergibt:
- Aspidoderinae Skrjabin & Schikhobalova, 1947
  - Aspidodera Railliet & Henry, 1912
  - Cheloniheterakis Yamaguti, 1961
  - Narsingiella Rao, 1978
  - Nematomystes Sutton, Chabaud & Durette-Desset, 1980
  - Paraspidodera Travassos, 1914
- Lauroiinae Skrjabin & Schikhobalova, 1951
  - Lauroia Proenca, 1938